# Schloss Friedrichstein (Ostpreussen)
Schloss Friedrichstein var ett slott i före detta Ostpreussen, beläget sydost om Königsberg, i den nuvarande ryska enklaven Kaliningrad.

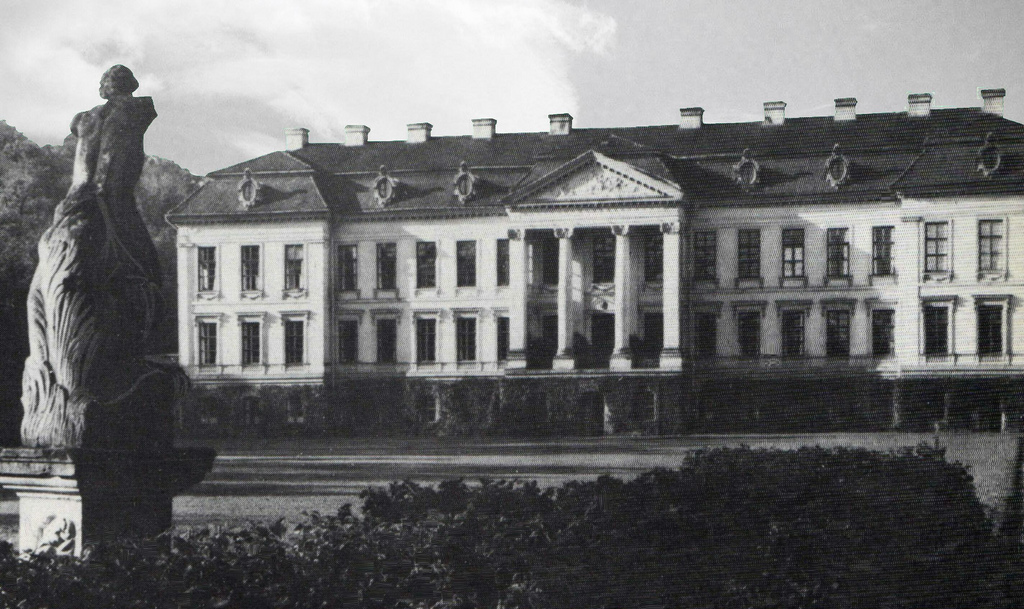
Schloss Friedrichstein.

Slottet byggdes mellan åren 1709 och 1714, och var i den grevliga ätten von Dönhoffs ägo fram till 1945, då Ostpreussen erövrades av Röda armén. Dess sista ägare var Marion Dönhoff, som efter kriget var bosatt i Västtyskland och verksam som journalist, bland annat för Die Zeit. Slottet plundrades av röda armén och det förstörda slottet revs fullständigt 1957.